# Лонг Бич
Лонг Бич (енгл. Long Beach) град и лука је у америчкој савезној држави Калифорнија.  По попису становништва из 2010. у њему је живело 462.257 становника. Развијени су туризам, машинска, аутомобилска, прехрамбена индустрија и петрохемија.

## Географија
Лонг Бич се налази на надморској висини од 30 ft (9,1 m).

## Демографија
Према попису становништва из 2010. у граду је живело 462.257 становника, што је 735 (0,2%) становника више него 2000. године.
|                   | 2010.            | 2000.            |
| Укупно            | 462 257 (100,0%) | 461 522 (100,0%) |
| Хиспаноамериканци | 188 412 (40,76%) | 165 092 (35,77%) |
| Белци             | 135 698 (29,36%) | 152 899 (33,13%) |
| Афроамериканци    | 62 603 (13,54%)  | 68 618 (14,87%)  |
| Азијати           | 59 496 (12,87%)  | 55 591 (12,05%)  |
| Остали            | 16 048 (3,472%)  | 19 322 (4,187%)  |

## Партнерски градови
- Валпараисо
- Баколод
- Ћингдао
- Јокаичи
- Измир
- Момбаса
- Сочи
- Поханг
- Колката
- Пном Пен